# Toni Braxton
Toni Braxton (nascuda com Toni Michelle Braxton el 7 d'octubre de 1967) és una cantant i actriu estatunidenca. Coneguda per la seva greu veu de contralt, Braxton ha guanyat set premis Grammy al llarg de tota la seva carrera.
Braxton va començar la seva carrera com a solista el 1993, publicant el seu àlbum homònim de debut que va aconseguir el número u en la llista Billboard 200 dels discos més venuts als Estats Units. L'èxit va continuar amb el seu segon àlbum Secrets que conté la cançó Un-Break My Heart, balada que es va convertir en tot un èxit mundial i va aconseguir posicionar a Toni Braxton com una estrella internacional. En total s'estima que l'àlbum Secrets ha arribat als vint milions de còpies venudes a tot el món.
Després d'afrontar una fallida i problemes legals amb el seu segell discogràfic, Braxton publica un nou àlbum The Heat, llançat l'any 2000, que aconsegueix repetir l'èxit dels seus antecessors. Anys després publica dos nous àlbums d'estudi More Than a Woman, publicat sota el segell d'Arista Records i Libra, sota el segells de Blackground Records, però cap dels dos han tingut la mínima repercussió en l'escena musical.

## Biografia
Tony Braxton va néixer a Severn, Maryland, Estats Units, el 7 d'octubre de 1967. És filla d'un ministre protestant, per tant va créixer en un ambient de la més estricta fe, on tenia prohibit qualsevol contacte amb la cultura popular. Animada per la seva mare, ella i les seves germanes van passar a formar part del cor de l'església. A la seva casa, el gòspel era l'únic gènere musical permès, però eren aficionades a veure Soul Train quan els seus pares sortien. Anys més tard, els seus pares es van convertir a una altra doctrina, per la qual cosa la seva visió cap a la música secular es va començar a obrir, permetent així que el seu estil vocal comencés a desenvolupar-se. Per la potència i to greu de la seva veu, Toni acostumava a fer servir com a models a cantants masculins com Luther Vandross, Stevie Wonder o Michael McDonalds, així com Chaka Khan. Va començar a comptar amb cert èxit gràcies a la música que feia espontàniament amb les seves germanes. En acabar els estudis es va preparar per ser professora de música, però en poc temps deixaria la universitat després de ser descoberta pel productor i compositor Bill Pettaway quan estava cantant en una gasolinera. Amb l'ajuda de Pettaway, Toni i les seves germanes van signar amb Arista el 1990, formant el grup The Braxtons.

### Etapa en The Braxtons
The Braxtons van llançar el 1990 el single The Good Life, que no va ser un èxit però va servir perquè es fixés en elles el grup de compositors més candent en aquest moment, L.A. Reid i Babyface, que acabaven de formar una etiqueta pròpia associada a Arista: LaFace Records. Toni Braxton es va convertir en la primera artista femenina a signar per la nova discogràfica el 1991 i l'any següent la van llançar al públic en la banda sonora de la pel·lícula Boomerang. No només el seu debut Love Shoulda Brought You Home va ser un hit en les llistes de Pop i R&B, sinó també el tema Give O My Heart, al costat de Babyface. Els dos singles van obtenir tal fama que, quan va arribar el seu primer àlbum el 1993, la gent l'estava esperant amb ganes.

### Carrera en solitari
Toni Braxton va debutar en solitari amb l'àlbum homònim l'any 1993. L'àlbum compta amb temes dins del Top 10 com Another Sad Love Song, Breathe Again, You Mean the World to Me o el doble èxit d'I Belong to You/How Many Ways. Amb prop de vuit milions de còpies venudes, el seu àlbum debut homònim va gaudir de glòria fins a l'any 1995. El 1994 va guanyar el Grammy al millor nou artista i el de millor interpretació vocal de R&B per Another Sad Love Song; un any més tard guanyaria aquest mateix guardó pel tema Breathe Again.
Quan els seus fans ja esperaven el seu segon àlbum, va contribuir en la banda sonora de la pel·lícula de Whitney Houston Waiting to Exhale amb el tema Let It Flow. De nou va tornar a treballar amb L.A. Reid i Babyface. L'estiu de 1996 llançava el seu segon àlbum, Secrets, i com era previsible va ser un gran èxit. El primer single, You're Makin' Me High, feia que Toni desplegués tot el seu potencial sexual, convertint el tema en el seu més gran èxit fins al moment, però ràpidament seria eclipsat per la balada de Diane Warren Un-break My Heart. Va ser tal l'èxit que va estar en el més alt de les llistes fins a onze setmanes consecutives. Els següents singles van ser bons (I Don't Want To i How Could an Angel Break My Heart) però no van arribar a les cotes de l'anterior. Secrets es va convertir en el segon àlbum amb el qual Braxton venia més de vuit milions de còpies a tot el món. El 1997 va guanyar el Grammy a la millor interpretació femenina de pop vocal per Un-break My Heart i el de la millor interpretació femenina de R&B gràcies a You're Makin' Me High.
A finals de 1996, Toni Braxton va entrar en processos legals amb la seva discogràfica, cosa bastant sorprenent si tenim en compte les vendes del seu àlbum i el bon tracte que se li donava; per la qual cosa va gastar tot l'any 1998 en un limb judicial. Però va aprofitar aquell any per fer un paper protagonista en un musical de Broadway, la gran producció de Disney Beauty and the Beast, en el paper que anteriorment interpretava Deborah Gibson. Finalment Toni Braxton i LaFace van aconseguir arreglar els seus problemes legals a principis de 1999, i molt ràpid va començar el treball per a un tercer àlbum. The Heat va sortir a la venda en la primavera de 2000, aconseguint directament el lloc número dos de les llistes de vendes. El segon single de l'àlbum He Wasn't Man Enough es va mantenir durant bastantes setmanes en el top, igual que Spanish Guitar i el duo amb Dr Dre Just Be a Man About It. Aquest àlbum es va quedar solament en els dos milions de còpies venudes, bastant pitjor que els anteriors, però que també li va valer per guanyar un Grammy a la millor interpretació femenina de R&B per He Wasn't Man Enough.
El 2001 Toni va fer el seu debut en la pantalla gran amb la pel·lícula Kingdom Come, i es va casar amb Keri Lewis, teclista del conjunt de new jack swing Mint Condition, i al final de l'any era mare per primera vegada. Al mateix temps que tot això li passava, va editar el seu primer àlbum de nadal, Snowflakes, amb els singles Christmas in Jamaica i Holiday Celebrate. A principis de 2002 va reaparèixer en la pel·lícula de VH1 Play'd i va començar a treballar en un nou disc. Per a finals d'any l'àlbum, titulat More than a Woman, estava llest. Va aconseguir unes vendes estables però que no es asomabn ni des de lluny a les de la seva època gloriosa. Van destacar els singles Let Me Show You the Way i Tell Me, però especialment Hit the Freeway, que es va convertir en una de les cançons més sonades de l'any.
El 2006 Toni Braxton abandona Arista, que al costat de la seva filial LaFace havien estat els seus únics recers musicals durant la seva carrera. Els seus dos últims àlbums havien estat directament amb Arista, ja que les seves relacions amb LaFace no eren molt bones, però després de More than a Woman va haver-hi un acord d'ambdues parts per rescindir el contracte. La nova discogràfica per la qual va fitxar Toni Braxton és Blackground, un segell relacionat i distribuït per Universal.
En aquest àlbum Toni va comentar que la seva força musical i el seu gran amor és el R&B, però que des que el hip-hop ha començat a tocar fort li ha agradat afegir-ne coses en els seus àlbums, i anar introduint a poc a poc a la gent a diferents estils. Per tant, en aquest àlbum Toni ha volgut tornar a la seva R&B més pur i deixar una mica de costat el hip-hop. El nom de l'àlbum, Libra, li ve donat pel seu horòscop (va néixer el 7 d'octubre), a més de perquè representa aquest equilibri punt en el musical com el personal, i que creu haver-ho aconseguit amb l'àlbum. És una espècie de retorn al passat per fer un àlbum amb unes característiques bàsiques semblants al seu debut el 1993, però amb un aspecte propi de 2005. Una de les diferències més notables és que el disc pot ser molt similar, però Toni Braxton ja no és aquella debutant que tenia nervis en sortir a l'escenari, ara és una artista consagrada amb més de deu anys de carrera a les seva esquena. En aquest disc podem tornar a sentir les seves influències més clares, com Stevie Wonder, Chaka Khan, Anita Baker, o la seva gairebé contemporània Whitney Houston. Per a aquest disc Toni s'ha envoltat d'alguns dels millors productors de R&B del moment: Scott Storch (productor de Beyonce i Lil Kim entre d'altres), Antonio Dixon (component de The Underdogs) o Rich Harrison (productor del recent èxit d'Amerie 1 Thing). En la versió europea l'àlbum conté tres cançons extra: Suddenly, I Hate You i Long Way Home.
El 2006 interpreta al costat del quartet vocal Il Divo la cançó oficial del Mundial de Futbol d'Alemanya, The Time Of Our Lives; va ser inclosa en una reedició europea del seu àlbum Lliura.

## Discografia
| Any  | Títol             | Discogràfica     |
| ---- | ----------------- | ---------------- |
| 1993 | Toni Braxton      | LaFace           |
| 1996 | Secrets           | LaFace           |
| 2000 | The Heat          | LaFace           |
| 2001 | Snowflakes        | Arista           |
| 2002 | More than a Woman | Arista           |
| 2005 | Lliura            | Blackground      |
| 2010 | Premi             | Atlantic Records |

### Senzills
| Any  | Senzill                                           | Posicionament en llistes | Posicionament en llistes | Posicionament en llistes | Posicionament en llistes | Posicionament en llistes | Posicionament en llistes | Posicionament en llistes | Posicionament en llistes | Posicionament en llistes | Posicionament en llistes | Certificacions                                                      | Àlbum        |
| Any  | Senzill                                           | US                       | USR&B                    | AUS                      | CA                       | ALE                      | IRL                      | HOL                      | SUE                      | SUI                      | UK                       | Certificacions                                                      | Àlbum        |
| ---- | ------------------------------------------------- | ------------------------ | ------------------------ | ------------------------ | ------------------------ | ------------------------ | ------------------------ | ------------------------ | ------------------------ | ------------------------ | ------------------------ | ------------------------------------------------------------------- | ------------ |
| 1992 | «Love Shoulda Brought You Home»                   | 33                       | 4                        | —                        | —                        | —                        | —                        | —                        | —                        | —                        | 33                       | Bumerang / Toni Braxton                                             |              |
| 1993 | «Another Sad Love Song»                           | 7                        | 2                        | —                        | 16                       | 60                       | —                        | 23                       | —                        | —                        | 15                       | - EUA: Or                                                           | Toni Braxton |
| 1993 | «Breathe Again»                                   | 3                        | 4                        | 2                        | 7                        | 52                       | 10                       | 5                        | 25                       | —                        | 2                        | EUA: Or - AUS: Platí - UK: Plata                                    | Toni Braxton |
| 1993 | «Seven Whole Days»                                | —                        | —                        | —                        | —                        | —                        | —                        | —                        | —                        | —                        | —                        |                                                                     | Toni Braxton |
| 1994 | «You Mean the World to Me»                        | 7                        | 3                        | 49                       | 6                        | 69                       | —                        | —                        | —                        | —                        | 30                       | - EUA: Or                                                           | Toni Braxton |
| 1994 | «I Belong to You»                                 | 28                       | 6                        | —                        | 80                       | —                        | —                        | —                        | —                        | —                        | —                        |                                                                     | Toni Braxton |
| 1994 | «How Many Ways»                                   | 28                       | 6                        | —                        | —                        | —                        | —                        | —                        | —                        | —                        | —                        |                                                                     | Toni Braxton |
| 1996 | «You're Makin' Me High»                           | 1                        | 1                        | 2                        | 8                        | 47                       | 21                       | 13                       | 11                       | —                        | 7                        | - EUA: Platí - AUS: Platí                                           | Secrets      |
| 1996 | «Let It Flow»                                     | 1                        | 1                        | —                        | —                        | —                        | —                        | —                        | —                        | —                        | —                        | Waiting To Exhali / Secrets                                         |              |
| 1996 | «Un-Break My Heart»                               | 1                        | 2                        | 6                        | 2                        | 2                        | 2                        | 2                        | 1                        | 1                        | 2                        | - EUA: Platí - AUS: Platí - ALE: Platí - SUE: Or - SUI: Or - UK: Or | Secrets      |
| 1997 | «I Don't Want To»                                 | 19                       | 9                        | 71                       | 13                       | 37                       | 10                       | 33                       | 15                       | —                        | 9                        | - EUA: Or                                                           | Secrets      |
| 1997 | «I Love Me Some Him»                              | 19                       | 9                        | —                        | —                        | —                        | —                        | —                        | —                        | —                        | —                        |                                                                     | Secrets      |
| 1997 | «How Could an Angel Break My Heart» (amb Kenny G) | —                        | —                        | 87                       | —                        | —                        | 16                       | 36                       | —                        | —                        | 22                       |                                                                     | Secrets      |
| 2000 | «He Wasn't Man Enough»                            | 2                        | 1                        | 5                        | 1                        | 20                       | 12                       | 4                        | 10                       | 7                        | 5                        | - EUA: Or - AUS: Or                                                 | The Heat     |
| 2000 | «Just Be a Man About It»                          | 32                       | 6                        | —                        | 35                       | —                        | —                        | —                        | —                        | —                        | —                        |                                                                     | The Heat     |
| 2000 | «Spanish Guitar»                                  | 98                       | 75                       | 44                       | 22                       | 45                       | —                        | 17                       | 49                       | 36                       | —                        |                                                                     | The Heat     |
| 2001 | «Maybe»                                           | —                        | 74                       | —                        | —                        | —                        | —                        | —                        | —                        | —                        | —                        |                                                                     | The Heat     |
| 2001 | «Snowflakes of Love»[n. 1]                        | —                        | —                        | —                        | —                        | —                        | —                        | —                        | —                        | —                        | —                        | Snowflakes                                                          |              |
| 2001 | «Christmas in Jamaica» (amb Shaggy)[n. 2]         | 103                      | —                        | —                        | —                        | —                        | —                        | —                        | —                        | —                        | —                        | Snowflakes                                                          |              |
| 2002 | «Hit the Freeway» (amb Loon)                      | 86                       | 32                       | 46                       | 31                       | 56                       | —                        | —                        | 40                       | 38                       | 29                       | More Than a Woman                                                   |              |
| 2005 | «Please»[n. 3]                                    | 104                      | 36                       | —                        | —                        | —                        | —                        | —                        | —                        | —                        | —                        | Lliura                                                              |              |
| 2005 | «Trippin' (That's the Way Love Works)»            | —                        | 67                       | —                        | —                        | —                        | —                        | —                        | —                        | —                        | —                        | Lliura                                                              |              |
| 2005 | «Take This Ring»[n. 4]                            | 112                      | —                        | —                        | —                        | —                        | —                        | —                        | —                        | —                        | —                        | Lliura                                                              |              |
| 2006 | «Suddenly»                                        | —                        | —                        | —                        | —                        | —                        | —                        | —                        | —                        | —                        | —                        | Lliura                                                              |              |
| 2009 | «Yesterday»[n. 5]                                 | 116                      | 12                       | —                        | —                        | 20                       | —                        | —                        | —                        | 17                       | 50                       | Premi                                                               |              |
| 2010 | «Make My Heart»[n. 6]                             | 110                      | —                        | —                        | —                        | —                        | —                        | —                        | —                        | —                        | —                        | Premi                                                               |              |
| 2010 | «Hands Tied»                                      | —                        | 29                       | —                        | —                        | —                        | —                        | —                        | —                        | —                        | —                        | Premi                                                               |              |
| 2012 | «I Heart You»                                     | —                        | —                        | —                        | —                        | —                        | —                        | —                        | —                        | —                        | —                        | Senzill sense àlbum                                                 |              |

### Col·laboracions amb altres artistes
| Any  | Cançó                                               | Posicionament en llistes | Posicionament en llistes | Posicionament en llistes | Posicionament en llistes | Posicionament en llistes | Posicionament en llistes | Posicionament en llistes | Posicionament en llistes | Posicionament en llistes | Posicionament en llistes | Certificacions                 | Album |
| Any  | Cançó                                               | US                       | USR&B                    | AUS                      | CA                       | ALE                      | IRL                      | HOL                      | SUE                      | SUI                      | UK                       | Certificacions                 | Album |
| ---- | --------------------------------------------------- | ------------------------ | ------------------------ | ------------------------ | ------------------------ | ------------------------ | ------------------------ | ------------------------ | ------------------------ | ------------------------ | ------------------------ | ------------------------------ | ----- |
| 1992 | «Give O My Heart» (amb Babyface)                    | 29                       | 2                        | —                        | —                        | —                        | —                        | —                        | —                        | —                        | —                        | Wings                          |       |
| 2004 | «Prophecy» (amb Soulfly)                            | —                        | —                        | —                        | —                        | 17                       | —                        | —                        | —                        | 8                        | —                        | Bumerang                       |       |
| 2006 | «The Time of Our Lives» (amb Il Divo)               | —                        | —                        | —                        | —                        | 17                       | —                        | —                        | —                        | 8                        | —                        | Voices from the FIFA World Cup |       |
| 2010 | «We Are the World 25 for Haiti» (Artists for Haiti) | 2                        | —                        | 18                       | 7                        | —                        | —                        | —                        | 5                        | —                        | 50                       |                                |       |

## Premis
| Any  | Títol                 | Categoria                           | Gènere |
| ---- | --------------------- | ----------------------------------- | ------ |
| 1994 | Artista revelació     |                                     |        |
| 1994 | Another Sad Love Song | Millor interpretació vocal femenina | R&B    |
| 1995 | Breathe Again         | Millor interpretació vocal femenina | R&B    |
| 1997 | Un-break My Heart     | Millor interpretació vocal femenina | Pop    |
| 1997 | You're Makin' Me High | Millor interpretació vocal femenina | R&B    |
| 2001 | He Wasn't Man Enough  | Millor interpretació vocal femenina | R&B    |

Premis
- 2015: Grammy al millor àlbum de R&B (amb Babyface)

Nominacions
- 2001: Grammy al millor àlbum de R&B
- 2019: Grammy al millor àlbum de R&B